# NGC 2956
NGC 2956 је спирална галаксија у сазвежђу Хидра која се налази на NGC листи објеката дубоког неба.
Деклинација објекта је - 19° 6' 4" а ректасцензија 9h 39m 16,9s. Привидна величина (магнитуда) објекта NGC 2956 износи 14,5 а фотографска магнитуда 15,3. NGC 2956 је још познат и под ознакама ESO 565-34, IRAS 09369-1852, PGC 27531.